# Weinfest

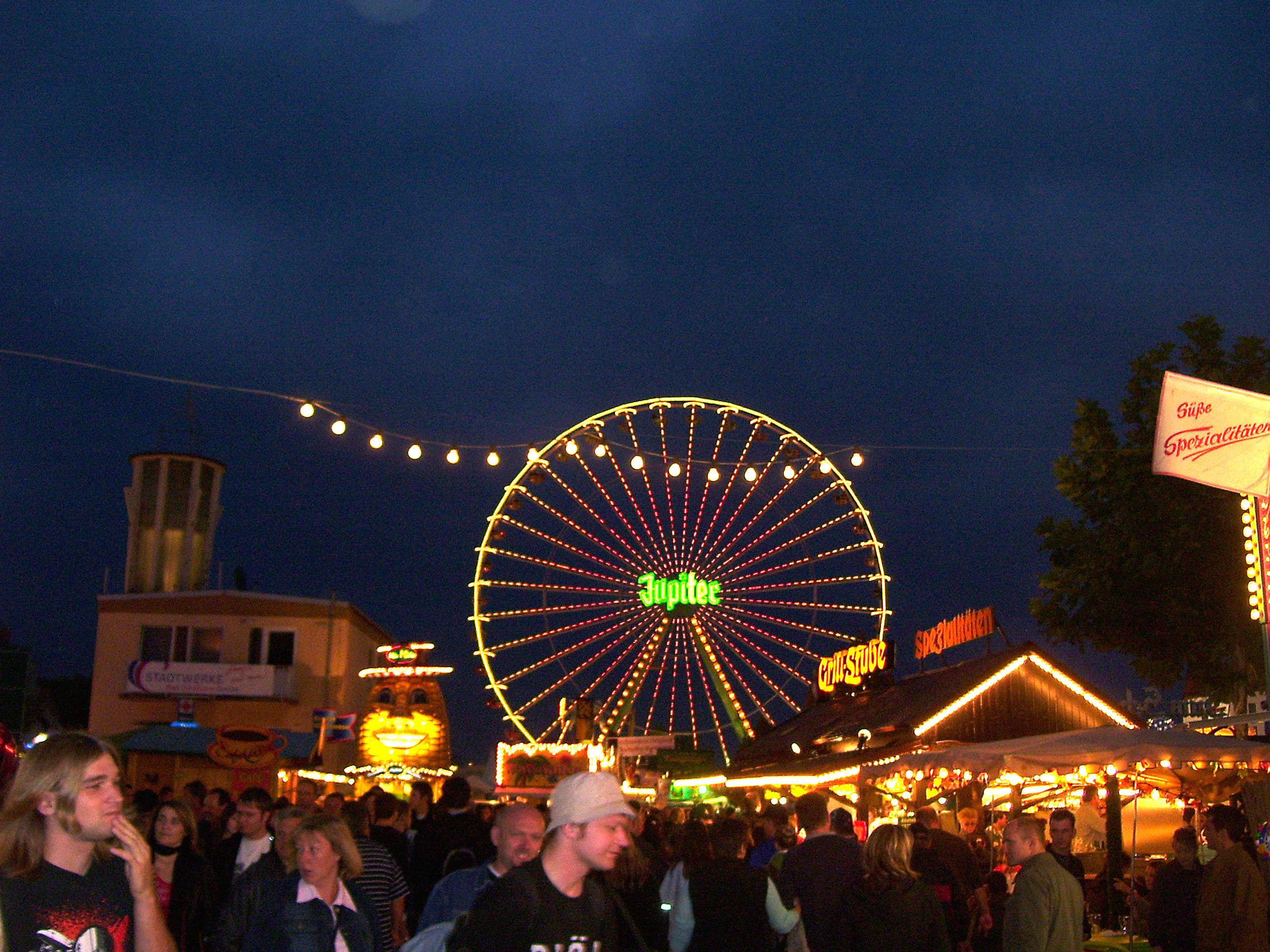
Gilt als größtes Weinfest der Welt: der Dürkheimer Wurstmarkt

Ein Weinfest, auch Winzerfest, Weinlesefest, Kelterfest, französisch fête des vignerons oder fête des vendanges genannt, ist eine regelmäßig wiederkehrende Veranstaltung, die sich mit Wein, Winzern und Reben befasst. In manchen Weinbaugebieten Südwestdeutschlands heißen frühe Feste mit Neuem Wein, deren Termine vom jeweiligen Beginn der Traubenreife abhängen, auch Bitzlerfest.
Als bekannte Weinfeste werden unten Veranstaltungen aufgelistet, die über einen eigenen Artikel verfügen.

## Charakteristik

### Weinfeste im Sinne der Einleitung
Weinfeste als regelmäßig stattfindende Veranstaltungen gibt es in Deutschland schon sehr lange. Der Dürkheimer Wurstmarkt als bedeutendstes Weinfest hat seine Anfänge im Jahr 1417. Als Volksfeste etablierten sie sich zunächst in den typischen Weinbaugebieten.
Immer mehr Websites helfen im Internet, Weinfeste je nach Zeit, Ort oder Weinbauregion zu finden. Vom Deutschen Weininstitut gibt es seit dem Jahr 2010 eine Smartphone-App, die eine Suchfunktion nach Winzern und Weinfesten erlaubt.

### Weinfeste außerhalb der Weinbau-Regionen

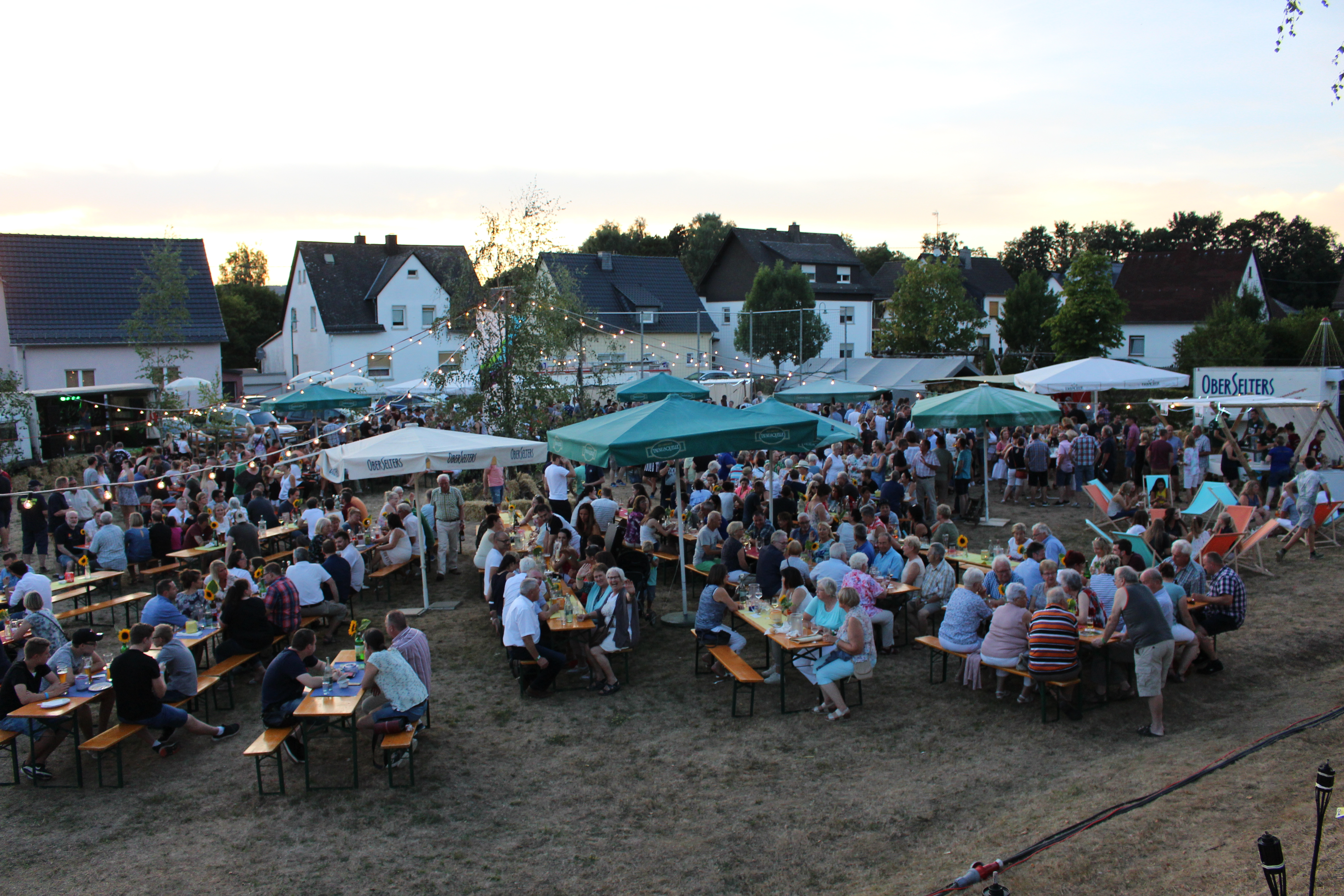
Weinfest in Beselich-Obertiefenbach

Seit etwa der Mitte des 20. Jahrhunderts nehmen auch in weinbaufernen Regionen sogenannte Wein- oder Winzerfeste zu, die meist als Freiluftveranstaltungen durchgeführt werden. Dabei stellen beispielsweise Weinhändler oder Winzer ihr Sortiment vor, oder die Initiatoren sind Kommunen bzw. örtliche Kaufmannsvereinigungen oder Vereine. Für die Eröffnung werden häufig Weinköniginnen als Repräsentantinnen einer bestimmten Weinbauregion verpflichtet. Bei derartigen Gelegenheiten stellt allerdings meist nur das Angebot auf der Getränkekarte den Bezug zum Wein her.

## Bekannte Weinfeste

### Deutschland
- Backfischfest in Worms
- Bergsträßer Winzerfest in Bensheim
- Burg- und Weinfest in Wachenheim
- Deidesheimer Weinkerwe in Deidesheim
- Deutsches Weinlesefest in Neustadt an der Weinstraße
- Eselshautfest in Neustadt an der Weinstraße-Mußbach
- Fellbacher Herbst in Fellbach
- Fest des Federweißen in Landau in der Pfalz
- Fränkisches Weinfest Volkach in Volkach
- Geißbockversteigerung in Deidesheim
- Herbst- und Weinfest in Radebeul
- Hohenloher Weindorf in Öhringen
- Kändelgassenfest in Großkarlbach
- Kellerwegfest in Guntersblum
- Mandelblütenfest in Neustadt an der Weinstraße-Gimmeldingen
- Original Erlenbacher Weinfest in Erlenbach
- Mathaisemarkt in Schriesheim
- Moselfest in Winningen
- Rheingauer Weinwoche in Wiesbaden
- Rotweinfest in Ingelheim am Rhein
- Stadtmauerfest in Freinsheim
- Weindorf in Heilbronn
- Weindorf in Stuttgart
- Weinfest der Mittelmosel in Bernkastel-Kues
- Weinfest in Remagen
- Weinmarkt in Mainz
- Winzerfest in Bingen am Rhein
- Winzerfest in Groß-Umstadt
- Wurstmarkt in Bad Dürkheim
- Weinfest in Seifersbach

### Österreich
- Fest der 1000 Weine in Eisenstadt, Burgenland
- Perchtoldsdorfer Hütereinzug, Niederösterreich
- Poysdorfer Winzerfest, Niederösterreich
- Retzer Weinlesefest, Niederösterreich
- Gamlitzer Weinlesefest, Steiermark
- Stürmische Tage in Stammersdorf, Wien
- zahlreiche Kellergassenfeste,  Zb in Rohrendorf, Großkrut oder Pillichsdorf

### Schweiz
- Fête des Vignerons in Vevey, Kanton Waadt

### Frankreich
- Weinlesefest am Montmartre
- Saint-Vincent Tournante an wechselnden Orten im Weinbaugebiet Burgund

### Slowakei
- Račianske vinobranie in Rača, Bratislava
- Modranské vinobranie in Modra
- Pezinské vinobranie in Pezinok

### Tschechien
- Pálavské vinobraní in Mikulov
- Znojemské historické vinobraní in Znojmo

### Polen
- Winobranie in Zielona Góra